# نغارستان (خورخورة)
نغارستان (بالفارسية: نگارستان) هي قرية تقع في إيران في قسم خورخورة الريفي. يقدر عدد سكانها بـ 65 نسمة بحسب إحصاء 2016.